# Буцко Микола Ілліч
Микола Буцко (нар. 1912) — український учений у галузі фізики, математики, історії. Кандидат фізико-математичних наук, доцент, почесний професор Національного університету «Львівська політехніка».

## Життєпис
З 1994 р. почесний професор.
Автор понад 50 наукових праць про фізику напівпровідників та 40 історик-етнографічних публікацій, у тому числі — двох монографій. Під його керівництвом підготовлено трьох кандидатів наук.
У 1994 р. з'явилась монографія професора кафедри фізики М.Буцка, яка охарактеризувала шлях пройдений Політехнікою за 150 років. Водночас, у Польщі вийшли дві ювілейні монографії про розвиток закладу до 1945 р.

## Праці
- Буцко М. І., Кипаренко В. Г., Відомі вчені Державного університету «Львівська політехніка» 1844—1994: біограф. довідник. — Львів: Вид-во Держ. ун-ту «Львів. політехніка», 1994. — 254 с.
- Буцко М. І., Художня самодіяльна творчість студентів та працівників Державного університету «Львівська політехніка» (1944—1994 рр.) / М. І. Буцко. — Львів: Вид-во Держ. ун-ту «Львів. політехніка», 1996. — 90 с. : іл.